# Наш человек в Дамаске
«Наш человек в Дамаске» (англ. «Our Man in Damascus») — одиннадцатый эпизод пятого сезона американского драматического телесериала «Родина», и 59-й во всём сериале. Премьера состоялась на канале Showtime 13 декабря 2015 года.

## Сюжет
Кэрри (Клэр Дэйнс) и Сол (Мэнди Патинкин) просят врачей реанимировать Куинна (Руперт Френд), чтобы запросить у него информацию о готовящемся теракте, но Куинн не способен отвечать и у него происходит остановка дыхания. Когда Кэрри говорят, что пулевое ранение Куинна было умело обработано, она начинает узнавать информацию у своих связных о подпольном докторе в том районе, где пропал Куинн. Следуя совету от Ал-Амина, она отслеживает доктора Хуссейна, который отводит Кэрри в квартиру Казима (Алиреза Байрам), где проживала террористическая ячейка. В квартире Кэрри находит обширное исследование о Центральном вокзале Берлина и направляется туда для расследования.
Сол пытается вытащить информацию из Файзеля Марвана, которого задержало БНД и подвергло жестоким допросам. Лора Саттон (Сара Соколович) даёт интервью в прямом эфире и требует, чтобы ей разрешили увидеть Файзеля немедленно, или она опубликует оставшиеся у неё секретные документы ЦРУ; Сола вызывают смотреть интервью. Он возвращается и обнаруживает, что Файзель выбросился из окна и разбился насмерть.
Эллисон (Миранад Отто) получает своё последнее задание от СВР: она должна удостовериться, что химическая атака на Берлин пройдёт успешно. Когда ЦРУ узнаёт, что Захир убитый член группы бандитов, был зачислен в TU Berlin, Эллисон решает там побеседовать со своими знакомыми профессорами. Ей разрешают сделать это, если только ей составит компанию конвоир из ЦРУ, Конрад Фуллер (Морокко Омари). По указанию СВР, Эллисон идёт прямо к профессору математики доктору Азизу (Рашид Сабитри). Эллисон агрессивно спрашивает Азиза и просит Конрада дать ей его пистолет, чтобы напугать его, но вместо этого убивает Конрада. Она угрожает доктору Азизу, пока он не раскрывает цель химической атаки: рейс 5:15 на Потсдам на Центральном вокзале. Затем Эллисон убивает доктора Азиза и стреляет себе в плечо, устраивая всё так, как будто доктор Азиз начал перестрелку. Эллисон звонит Астрид (Нина Хосс), и её незамедлительно доставляют в больницу. Она обманывает Астрид, говоря ей, что она узнала, что целью является аэропорт Берлин-Бранденбург. БНД начинает согласовывать там полную эвакуацию.
Сол начинает расспрашивать Эллисон о том, что случилось, но вмешивается доктор, чтобы обработать её рану. Команда Биби входит на железнодорожный вокзал. Представившись сотрудниками, они начинают закрывать и блокировать ворота. Рассматривая фото, которое она взяла из квартиры, Кэрри замечает Казима. Она пыттается отправить текстовое сообщение Солу, но ему не удаётся отследить местонахождения Казима. Когда некоторые прохожие говорят ей, что мужчина спрыгнул на рельсы, Кэрри решается зайти в туннель с пистолетом наготове. Сол получает сообщение от Кэрри и мчится обратно в больничную палату Эллисон, но обнаруживает, что она ушла.

## Производство
Режиссёром эпизода стал Сет Манн, а сценарий написал Дэвид Фьюри.

## Реакция

### Рецензии
Эпизод получил рейтинг 75%, со средним рейтингом 7.8 из 10, на сайте Rotten Tomatoes, чей консенсус гласит: «Пока "Наш человек в Дамаске" устанавливает тикающие часы для Кэрри, „Родина“ садит на мель несколько сюжетов, чтобы освободить место для взрывного финала сезона.»
Итан Реннер из «The Baltimore Sun» высоко оценил эпизод, назвав его «удивительным эпизодом, упаковывающий всё самое лучшее из „Родины“ в один из самых напряжённых, драматических часов телевидения этого года.» Прайс Питерсон из «New York Magazine» оценил эпизод на 5 звёзд из 5. Кроме того, Питерсон посчитал, что сцена, в которой Эллисон убивает Конрада и доктора Азиза, была «одной из самых ярких, захватывающих сцен в истории „Родины“.» У Аарона Риччио из Slant Magazine был менее благоприятный взгляд на эпизод, посчитав мотивы нескольких персонажей сомнительными.

### Рейтинги
Во время оригинального показа, эпизод посмотрели 1.84 миллионов зрителей, что стало ростом по сравнению с аудиторией прошлой недели, которая составила 1.74 миллионов зрителей.